# Skära, skära havre
Skära, skära havre är en sånglek med flera kända varianter av text och melodi.
J.A. Åhlströms Traditioner af Swenska Folk-Dansar (nummer 36, 1815) innehåller en version i tretakt och med melodi i moll, i motsats till tvåtakts- och durvarianter.
Sången ingår i 100 svenska folkvisor med ett lätt accompagnement för piano som utkom 1860, Svenska landsmål ock svenskt folkliv som utkom 1892, Ringlekar på Skansen som utkom 1898, Gamla svenska folkvisor, danser och danslekar, vaggvisor m.m som utkom 1908, och i andra delen av Sånglekar från Nääs som utkom 1915. I förordet till Svenska sånglekar från 1959, utgiven av Svenska Ungdomsföreningen för Bygdekultur, citerades Nääs-föreståndaren Rurik Holm, som menade att den ena visan smittat av sig på den andra.

## Inspelningar
En tidig inspelning gjordes av Carl Jularbo och Eric Gylling i Stockholm den 22 oktober 1924.

### Fotnoter
1. ↑  ”Svensk mediedatabas”. http://smdb.kb.se/catalog/id/002041089. Läst 17 augusti 2011.